# علي قرباني
علي قرباني (18 سبتمبر 1990 بمقاطعة سوادكوه في إيران - ) هو لاعب كرة قدم إيراني في مركز الهجوم. لعب مع نادي بديده ونادي كهر دورود لرستان ونادي نساجي مازندران ونادي نفط طهران.

## روابط خارجية
- علي قرباني على موقع الاتحاد الدولي (مؤرشف)  (الإنجليزية)
- علي قرباني على موقع الاتحاد الأوربي (الإنجليزية)
- علي قرباني على موقع قاعدة بيانات كرة القدم.إي يو (الإنجليزية)
- علي قرباني على موقع ناشيونال فوتبول تيمز (الإنجليزية)
- علي قرباني على موقع Soccerway.com (الإنجليزية)
- علي قرباني على موقع عالم كرة القدم.نت (الإنجليزية)